# Glutamina
Glutamina (łac. Levoglutamidum; skróty: Gln lub Q; skróty "Glx" lub "Z" oznaczają "kwas glutaminowy lub glutamina") – organiczny związek chemiczny z grupy α-aminokwasów, amid kwasu glutaminowego. Występuje w postaci dwóch enancjomerów. Naturalny enancjomer L (kwas (2S)-2,5-diamino-5-oksopentanowy) jest jednym z 20 podstawowych aminokwasów kodowanych przez geny, wchodzącym w skład wielu białek roślinnych i zwierzęcych.
Glutamina jest genetycznie kodowana przez kodony RNA CAA lub CAG. Jak wiele innych aminokwasów glutamina jest niezbędna organizmom żywym jako składnik białek. Glutamina odgrywa też kluczową rolę w metabolizmie azotu. Toksyczny amoniak powstający w przemianach aminokwasów w różnych tkankach jest asymilowany przez jego reakcję z kwasem glutaminowym, prowadzącym do powstania glutaminy. Enzym, który kontroluje tę reakcję jest nazywany syntetazą glutaminową. Glutamina stanowi rodzaj magazynu amoniaku, który jest "odzyskiwany" poprzez przekształcenie tego aminokwasu z powrotem do kwasu. Proces ten jest częścią biochemicznych cykli syntetycznych wielu związków azotowych, odbywających się w organizmach żywych. M.in. glutamina uczestniczy w syntezie puryn, pirymidyn oraz wielu aminokwasów. Inne jej funkcje to udział w proliferacji i rozwoju komórek, równowaga kwasowo-zasadowa, transport amoniaku między tkankami, budowa szkieletu węglowego podczas glukoneogenezy, działanie antyoksydacyjne.
Ze względu na to, że glutamina jest syntezowana w organizmach żywych z kwasu glutaminowego nie jest ona aminokwasem egzogennym i nie musi być obecna w pożywieniu.
Sugerowano też, że osoby z chorobami układu immunologicznego (np. AIDS), mają zwiększone zapotrzebowanie na glutaminę i dlatego spadek stężenia tego aminokwasu w organizmie może być pierwszym symptomem tego rodzaju chorób.  L-glutamina stanowi ponad 60% wszystkich aminokwasów budujących mięśnie człowieka. Jednym z największych jego rezerwuarów są mięśnie szkieletowe.
W niekorzystnych warunkach dla organizmu (stres, choroba, wysiłek fizyczny) gwałtownie wzrasta zapotrzebowanie na L-glutaminę, co zmniejsza jej zapas. Organizm produkuje pewne ilości tego aminokwasu, lecz w warunkach dużego deficytu zaczyna pozyskiwać L-glutaminę m.in. z mięśni szkieletowych w wyniku reakcji katabolicznych.

## Suplement diety
Wysokie stężenie glutaminy wspomaga proces regeneracji zasobów glikogenu. Stymuluje ona enzymy odpowiedzialne za proces glukoneogenezy.

## Wykorzystanie w rolnictwie
Warunki stresowe dla roślin (susza, urazy, zasolenie gleby) powodują syntezę takich enzymów roślinnych, jak dysmutaza ponadtlenkowa, oksydaza L-askorbinianowa i polimeraza DNA Delta.  Ograniczenie tego procesu, zapoczątkowanego warunkami silnego zasolenia gleby, można osiągnąć poprzez podawanie roślinom egzogennej glutaminy. Spadek poziomu ekspresji genów odpowiedzialnych za syntezę dysmutazy ponadtlenkowej jest wprost proporcjonalny do wzrostu stężenia podawanej glutaminy.